# Daotanghe (köpinghuvudort i Kina, Qinghai Sheng, lat 36,40, long 100,97)
Daotanghe (kinesiska: 倒淌河, 倒淌河镇) är en köpinghuvudort i Kina. Den ligger i provinsen Qinghai, i den nordvästra delen av landet, omkring 76 kilometer väster om provinshuvudstaden Xining. Antalet invånare är 10 437. Befolkningen består av 4 982 kvinnor och 5 455 män. Barn under 15 år utgör 25,0 %, vuxna 15-64 år 69 %, och äldre över 65 år 4,0 %.
Runt Daotanghe är det mycket glesbefolkat, med 7 invånare per kvadratkilometer. Trakten runt Daotanghe består i huvudsak av gräsmarker.
Genomsnittlig årsnederbörd är 486 millimeter. Den regnigaste månaden är juli, med i genomsnitt 122 mm nederbörd, och den torraste är januari, med 3 mm nederbörd.